# Міла Тененбаум
Тененбаум Міла (англ. Mela Tenenbaum, Україна) — класична скрипалька, також грає на віолі д'амур. Вона надихала композитора Дмитра Клебанова до написання п'єс для неї. Вона записала багато творів Баха та камерної музики.

## Біографія
Міла Тененбаум закінчила Київську консерваторію, де отримала ступінь магістра. З 1979 року працювала у Київській філармонії, грала у Київському камерному оркестрі. Вона також була солісткою та концертмейстером у камерному оркестрі «Perpetuum Mobile», ансамблі, що підтримується Національною спілкою композиторів України.
У 1990 році Міла Тененбаум емігрувала до Сполучених Штатів. З 1993 року вона була концертмейстером камерного оркестру «Філармонійні віртуози», який заснував та яким керував американський диригент Річард Кеп (1936—2006). (Інші джерела дають 1989 рік, як час імміграції, а 1991 рік — рік призначення). Вона працювала на факультеті музичного фестивалю в Кіллінгтоні і читала лекції в музеї Метрополітен і Смітсонівській установі.

## Запис
Тененбаум записала сонати і партити Баха, "Мистецтво скрипки" Локателлі, скрипкові концерти Моцарта і Скрипковий концерт Бетховена. Вона записала концерт для чотирьох скрипок сі-бемоль, RV 553 Вівальді зі своїм чоловіком Олександром на 2-й скрипці. Вона відома також виконанням салонного репертуару, наприклад, творів для скрипки і фортепіано, записаних під назвою "Пісні без слів" з піаністом Каппом, таких композиторів, як Фріц Крейслер і Генрик Венявський. Рецензент порівняв її з Яшею Хейфец і зазначив: "Хоча Мела Тененбаум має яскравий, сталевий тон і гостре ритмічне відчуття, в її виконанні немає нічого механічного чи моторизованого. Її тон під контролем, а ліва рука готова до можливостей виразної аплікатури і тонких портаментів, які так необхідні в цьому репертуарі".
У 1995 році вона записала музику, яку грала на лайнері "Королева Єлизавета 2" з піаністом Антоном Нелом, під назвою "Чаювання на QE2". Вона записала альтовий сольний концерт, знову ж таки з Каппом, з транскрипцій та оригінальних творів, П'єси для альта та фортепіано, ор. 39, Шоссона та Капрису з "Пам'яті Паганіні", ор. 9, Анрі Вьєтемпа. Рецензент описав її гру у двох угорських танцях як "спонтанну і розкуту, драматичну з хвилюючим відтінком безрозсудності". 1997 року вона записала альтовий концерт Клебанова та "Японські силуети" — "унікальне поєднання пісенного циклу і концерту для альта з оркестром "Віртуози філармонії" під керівництвом сопрано Наталії Біорро та Каппа.